# Discoverer Clear Leader (schip, 2009)
De Discoverer Clear Leader is een boorschip dat in 2009 is gebouwd door DSME voor Transocean. Het is ontworpen voor waterdieptes tot 12.000 voet (3650 m). Het zesde generatie boorschip heeft een dynamisch positioneringssysteem en een dubbele boortoren. Daarnaast heeft het een opslagcapaciteit die het in staat stelt om uitvoerige puttesten uit te voeren. Het is een verbeterd (enhanced) ontwerp van de Discoverer Enterprise.
In 2010 was het betrokken bij de pogingen om een einde te maken aan de olieramp in de Golf van Mexico.

## Enhanced Enterprise-serie
| Naam                    | Werf       | Jaar             | IMO-nummer |
| ----------------------- | ---------- | ---------------- | ---------- |
| Discoverer Clear Leader | DSME, 3501 | 26 maart 2009    | 9386122    |
| Discoverer Americas     | DSME, 3502 | 3 augustus 2009  | 9400057    |
| Discoverer Inspiration  | DSME, 3503 | 31 oktober 2009  | 9409936    |
| Discoverer Luanda       | DSME, 3504 | 17 maart 2010    | 9456068    |
| Discoverer India        | DSME, 3505 | 23 augustus 2010 | 9521215    |